# جائحة فيروس كورونا في موريتانيا
ظهرت أول حالة من الجائحة العالمية لمرض فيروس كورونا 2019 (كوفيد-19) والذي يحدثُ بسبب فيروس كورونا 2 المرتبط بالمتلازمة التنفسية الحادة الشديدة (SARS-CoV-2) في موريتانيا في 13 مارس 2020. توثق هذه المقالة آثار جائحة فيروس كورونا 2019–20 في البلد، وقد لا تشمل جميع الاستجابات والإجراءات الرئيسية الأحدث.

## خلفية
في 12 يناير 2020، أكدت منظمة الصحة العالمية عن ظهور فيروس كورونا المستجد كسبب للمرض التنفسي الذي أصاب مجموعة من الأشخاص في مدينة ووهان، مقاطعة خوبي، الصين، إذ أُبلغ عنهم إلى منظمة الصحة العالمية في 31 ديسمبر 2019. كانت نسبة الوفيات بين الحالات المُشخصة بكوفيد-19 أقل بكثير من جائحة فيروس سارس في عام 2003، لكن انتقال العدوى كان أكبر، والوفيات أيضًا.

## الخط الزمني
- في 13 مارس 2020:
  - أُكِّدت أوَّل حالة إصابة، مع عزل الشّخص المُصاب.[6] لأسترالي وصل البلاد قادمًا من دولة أوروبية[7] منذ 4 أيام، في العاصمة الموريتانية نواكشوط. بعد أن جاءت نتائج الاختبار إيجابية،[8][9][9]
  - أُلغيت رحلات الطيران العارض إلى فرنسا.
- في 18 مارس 2020، أعلن وزير الصحة الموريتاني، بعد ظهر الأربعاء، عن اكتشاف حالة إيجابية ثانية من الفيروس التاجي لموظفة أجنبية من أصول آسيوية تعمل في منزل لاثنين من المغتربين، وصلت المرأة قبل اكتشافها بعشرة أيام.[7][10]

## التدابير الوقائية
- في 19 مارس 2020
  - فرض حظر التجول ابتداء من الساعة 8 مساء وحتى 6 صباحا وشمل «الحظر البات لكافة أنواع التجمهر والتجمعات العامة وإغلاق كافة المطاعم والمقاهي إلى إشعار جديد».[7]
- في 21 مارس 2020
  - موريتانيا تغلق الحدود مع السنغال بعد تسجيله 56 إصابة بفيروس كورونا.[11]
  - توسيع فترة حظر التجول المفروضة لتبدأ من الساعة السادسة مساء بدل الثامنة.[11]
- في 22 مارس 2020 أغلقت موريتانيا معبرها الحدودى مع مالي.[12]